# CANDY GO!GO!
CANDY GO!GO! （きゃんでぃーごーごー）は、かつて存在した日本の女性アイドルグループ。 OnetoOne Agency所属。レーベルはVortex RECORDS。

## 概要
- コーポレートイメージは「渋谷系ガールズロックユニット」（2017年7月から）。
- 活動を続ける中で、アイドルとガールズロックをミックスした「IDOROCK」（アイドロック）を特徴とする音楽スタイルを形成してきた。
- ファンは「キャンディスト」と呼ばれている。
- ライブや物販の終わりには「チャチャッチャチャチャ！CANDY！」というコールで締めている。
- グループ主催イベントの『NEXT-Girl's ONE』や事務所主催イベントの『NEXT-One!』をはじめ、都内のライブハウスを中心に月に20本前後のライブ活動やグラビア活動など幅広く活動している。
- ライブはカラオケを使用したものとバックバンドを従えたものの2形態がある。
- 新メンバーは候補生として加入。「道玄坂上り隊」として活動した後、研修生としてCANDY GO!GO!ステージに立ち、正規メンバーに昇格するスタイルになっている。

## 略歴
2010年
6月19日に亀戸yanagiで初ステージを行い、7月にキラポジョからのスピンオフとしてグループが結成された。スイーツのように愛されるアイドルとして「キャンディーGO!GO!」と命名された。当初はオリジナル曲のほか、アニメ曲（けいおん!等）のカバーを中心にライブステージを行っていた。
7月、「キャンディーGO!GO!」として活動開始。
11月、DMM.comにて初冠番組を放送開始。
12月、1stワンマンライブを開催。
2011年
1月、下北FM『おしゃべりCandy！』放送開始。
2月、自主制作で、CDを発売。（1stシングル）
4月、「CANDY GO!GO!」へ改名。
5月、スカパー! ガールエンタメ専門チャンネルPigooHDに参加。
6月、TOKYO MX『ご当地アイドル発掘団』出演。BS11『秋葉系アイドルチャンネル』出演。
7月、2ndワンマンライブを開催。
8月、8月より研修生制度を設け、2013年からは研修生ユニット「道玄坂上り隊」での活動を開始。正規メンバーが「道玄坂上り隊」として活動することもあった。持田ゆり子、櫻井めぐみ、平野舞が、研修生として加入。
8月5日、全国流通で、マキシ・シングルCDを発売。（2ndシングル）
9月、持田ゆり子、櫻井めぐみが、正規メンバーに昇格。
11月23日、平野舞が、研修生を脱退（本人のブログより）。
12月、ホリプロ主催全国ご当地アイドルNo1決定戦に、関東エリア代表として出場。
12月11日、3rdワンマンライブを開催。
2012年
1月16日、持田ゆり子が卒業（公式サイトより）。
4月20日、楠木愛菜（現・白井萌花）が、研究生として加入（別ユニットでの活動により研究生としては休養）。
4月25日、関根ゆみ、泉沢紋音が秋葉工房プロデュースユニットALLOVERに加入し、お披露目。
6月、4thワンマンライブを開催。
7月22日、『Summer Memories 2012』（原宿ASTRO HALL）をもって、間宮照子が卒業。
8月、志田桃枝が、研究生として加入。
12月、神沢あすかが、研修生として加入。
12月21日、メンバー全員が出演した、グラビアDVD『We are CANDYGO!GO!』を発売。
2013年
1月、スマートフォン公式アプリ、公式ファンクラブを開設。
2月、高橋ナツミが、研修生として加入。
3月2日、『佐倉朋香 CANDYGO!GO!卒業公演』（渋谷WOMB）をもって、佐倉朋香が卒業。
4月、円田はるか、菜月アイルが、研修生として加入。高橋ナツミが、正規メンバーに昇格。
5月8日、ライブアイドルイベント『JOYPOP SCRAMBLE『VERSUS（ベルサス）2013』トーナメント』で優勝。
6月22日、5thワンマンライブ『CANDY GO!GO!3周年記念&泉沢紋音卒業公演ワンマンLIVE〜CANDY No.5』（渋谷WOMB）をもって、泉沢紋音が卒業。
8月、円田はるか、菜月アイルが、正規メンバーに昇格。
9月、磯野未来が、研修生として加入。
10月、高城しおりが、研修生として加入。
11月、森咲ななが、研修生として加入。
2014年
1月、櫻井めぐみが、卒業することを発表。
3月23日、『櫻井めぐみ CANDY GO!GO!卒業公演』（池袋BlackHole）をもって、櫻井めぐみが卒業。
4月、磯野未来が、正規メンバーに昇格。同時に、橘麻央が研修生に加入。
5月、三浦裕子が、研修生として加入。橘麻央が、研修生を脱退。
6月、森咲ななが、正規メンバーに昇格。
7月、高城しおりが、正規メンバーに昇格。
7月27日 - 9月21日、初の全国ツアー『CANDY GO!GO! FIRST TOUR2014 CINDERELLA STORY LIVE ”地下最高!!”』を開催（北海道、福岡、広島、大阪、名古屋、東京）。
9月16日、森咲ななが、活動休止。
9月21日、6thワンマンライブ『CANDY GO!GO! FIRST TOUR2014 CINDERELLA STORY LIVE ”地下最高!!” ファイナル』を開催。
9月30日、『高橋ナツミ〜CANDY GO!GO!卒業公演』（渋谷WOMB）をもって、高橋ナツミが卒業。
10月、シングル「神様のイジ悪」で、初のオリコンチャート入り（週間17位）。
12月1日、森咲ななが、活動辞退。
2015年
1月18日、『LOVEMAX祭2015 in シアターGロッソ』にて、三浦裕子が、正規メンバーに昇格。同時に、五十嵐夏実（後にASTROMATEの本田夏実）、羽鳥紗希、宍戸桃子が、研修生として加入。
5月5日、7thワンマンライブを開催。
5月14日、三浦裕子が、活動休止。
7月6日、三浦裕子が、体調不良により卒業。
8月11日、2015年度神宮花火大会に、オープニングアクトとして出演。
8月24日、円田はるかが休養。
10月12日、8thワンマンライブを開催。ステージ上にて「インペリアルレコード」からのメジャー・デビューが発表される。
2016年
1月12日、『NEXT-ONE!! in BLITZ』（赤坂BLITZ）にて、宍戸桃子が、正規メンバーに昇格。五十嵐夏実が、契約満了。羽鳥紗希は、研修生として活動を継続。
1月15日、関根ゆみ、佐伯かな、なぎさりん、菜月アイル、磯野未来、高城しおりの正規メンバー6名のブログが、アメブロ公式になる。
1月20日、*2016年にはインペリアルレコードからシングル「overdrive/大切なお知らせ」でメジャーデビュー。オリコン週間ランキング8位を獲得した。
2月24日、休養していた、円田はるかが、活動終了。
3月9日、『NEXT-ONE!! in BLITZ』（赤坂BLITZ）にて、羽鳥紗希が、正規メンバーに昇格。16歳9か月での正規メンバーはCANDY GO!GO!史上最年少。
3月 - 5月、全国ツアー『Nervous Venus』を開催。ツアーファイナルは新宿ReNY。（北海道・仙台・新潟・名古屋・京都・大阪・福岡・東京）。
6月2日、羽鳥紗希が、契約解除。
7月31日、avex主催の『a-nation island & stadium fes.2016 powered by dTV』に初出演。
8月17日、シングル「ワンチャンサマー/enndroll」を発売。「ワンチャンサマー」のサウンドプロデュースは本田毅が担当し、レコーディングにもギターで参加している。
2017年
3月7日、佐伯かな、宍戸桃子が、卒業することを発表。
3月28日、『NEXT-ONE! in O-NEST』（TSUTAYA O-Nest）をもって、宍戸桃子が卒業。
5月15日、『CANDYGO!GO! 佐伯かな 卒業引退公演』（渋谷WOMB）をもって、佐伯かなが卒業。
7月3日、9thワンマンライブを開催。コーポレートイメージを「渋谷系ガールズロックアイドルユニット」から「渋谷系ガールズロックユニット」に変更。永瀬りか、杉本莉愛が候補生として加入。
10月3日、関根ゆみが、卒業することを発表。
2018年
1月29日、初のガールズバンドイベント『NEXT GIRLS-ONE!! in O-NEST』（TSUTAYA O-Nest）を開催。
2月11日、『関根ゆみ卒業公演』（TSUTAYA O-Crest）をもって、関根ゆみが卒業。
4月8日、10thワンマンライブを開催。シングル「HONEY TRAP」を、2,000枚会場限定で発売。
6月25日、『NEXT GIRLS-ONE!! in O-NEST～CANDY GO!GO! 結成8周年記念公演～』にて、杉本莉愛が、正規メンバーに昇格。
7月30日、『NEXT GIRLS-ONE!! in O-NEST』にて、永瀬りかが、正規メンバーに昇格。同時に、夏井さらが、候補生として加入。
8月26日、11thワンマンライブを開催。
9月1日、高城しおりが、卒業することを発表。
9月25日、『杉本莉愛生誕公演』（TSUTAYA O-Nest）にて、瀬戸美咲希が、候補生として加入。
11月10日、『高城しおり 卒業引退公演〜LAST たかじょーほう〜』（池袋Black Hole）をもって、高城しおりが卒業。
11月27日、主催イベント『NEXT-Girl's ONE in O-NEST』（TSUTAYA O-Nest）にて、夏井さらが、研修生として初ステージ。 同時に、宇野みずきが、候補生として加入。
12月25日、12thワンマンライブを開催。
2019年
3月2日、グループとして初めての、地方遠征ワンマン（通算13th）『GIGS 2019 in Nagoya』を開催。
3月25日、『NEXT-Girl's ONE in O-NEST』にて、メンバー候補生の瀬戸美咲希が、CANDY GO!GO!研修生として、初ステージを果たす。
4月23日、『NEXT-Girl's ONE in GARRET』にて、研修生の夏井さらが、正規メンバーに昇格。
5月27日、『NEXT-Girl's ONE in O-NEST』にて、メンバー候補生の、宇野みずきが、CANDY GO!GO!研修生として、初ステージを果たす。
6月19日、14thワンマンライブを開催。
10月4日、One to One主催イベント『NEXT-Girl's ONE～Special edition vol.3』にて、研修生の宇野みずきが正規メンバーに昇格。
11月16日、15thワンマンライブ『GIGS 2019 in NAGOYA 2nd.』を開催、地方遠征ワンマンの第二弾を仙台で開催されることが発表される。
11月25日、『NEXT-Girl's ONE in O-NEST』にて2020年に10周年を記念し、過去にワンマンを催した会場でイベントを行うツアー『10years anniversary Series-GIGS-XTRAILS』の開催が発表される。
2020年
3月1日、16thワンマンライブ『GIGS 2020 in SENDAI』を開催、9月20日に新潟GOLDEN PIGS RED STAGEにて、11月14日にHOLIDAY NEXT NAGOYAにてワンマンを開催することが発表される。
4月、コロナ禍の影響により公式Twitterにて10周年のツアー中止および新潟ワンマンの順延が発表された。
11月14日、17thワンマンライブ『GIGS 2020 in Nagoya』を開催。
2021年
2月　去年行われる予定で順延になっていた恵比寿LIQUIDROOMでのワンマンを4月8日に開催することが発表される。
4月　18thワンマンライブ『CANDY GO!GO!～10years anniversary Series "FINAL"「GIGS-XTRAILS」』を開催。　当公演にてワンマンツアーの開催が発表される（仙台、大阪、名古屋、新潟、東京）。
7月　エイベックス・エンタテインメントがセールスプロモーションを担当。専属レーベルVORTex RECORDSより、シングル「Understter」をリリース。日本テレビ系列「バズリズム02」のEDテーマに決定、同番組にゲスト出演。ドワンゴの地上波CM曲としてもTVオンエアを果たす。
8月30日、「NEXT-Girl's ONE in O-NEST」にて、神永レイラと一森風和里が研修生として加入することが発表される。
10月～12月　初の全公演バンド編成での全国ツアー「Brave Tour 2021」を開催。
12月 配信シングル「Brave Venus」をリリース。
2022年
4月 配信シングル「IN THE GAME/Brave Venus」をリリース。
9月 2023年1月での杉本莉愛の卒業を発表。
2023年
1月25日、杉本のソロシングル「私ノ歌」を配信リリース。
1月28日、『杉本莉愛卒業公演』をもって、杉本莉愛が卒業。
3月26日、「CANDY GO!GO! 新曲披露公演」にて、「牡丹るき」の研修生加入が発表。
10月6日、2024年1月14日での宇野みずきの卒業を発表。
12月31日、2024年4月8日でのグループ解散を発表。
2024年
1月14日、『CANDY GO!GO! 宇野みずき卒業公演』をもって、宇野みずきが卒業。
4月8日、ラストライブ【CANDY GO!GO! LAST LIVE -TOKYO-】～ CLOSE YOUR EYES ～（恵比寿 LIQUIDROOM）を開催し解散。

## 解散時のメンバー
特記なき場合、OnetoOne Agency所属
| 名前                     | 愛称       | 生年月日（年齢）       | 出身地   | 備考                                                                    |
| ------------------------ | ---------- | ---------------------- | -------- | ----------------------------------------------------------------------- |
| なぎさりん               | りんちゃん | 1991年12月24日（33歳） | 東京都   | 2010年10月加入                                                          |
| 菜月アイル なづき あいる | アイアイ   | 1991年6月27日（34歳）  | 神奈川県 | 2013年4月加入、8月正規メンバーに昇格 元DokiDoki☆ドリームキャンパス      |
| 磯野未来 いその みき     | みきぴょん | 1994年2月23日（31歳）  | 東京都   | 2013年9月加入、2014年4月正規メンバーに昇格 所属事務所：エンターマックス |
| 永瀬りか ながせ りか     | りかち     | 1991年5月4日（34歳）   | 茨城県   | 2017年7月加入、2018年7月正規メンバーに昇格 元Pandora-BoX                |
| 夏井さら なつい さら     | さらちゃん | 1999年3月21日（26歳）  | 東京都   | 2018年7月加入、2019年4月正規メンバーに昇格                              |

### 卒業したメンバー
- 持田ゆり子（もっちぃ）2011/8～2012/1
- 間宮照子（しょこたん）初期～2012/8
- 佐倉朋香（ともちゃん）初期～2013/3
- 泉沢紋音（もんちゃん）初期～2013/6
- 櫻井めぐみ（めぐたす）2011/8～2014/3
- 高橋ナツミ（なっちゃん）2013/2～2014/9
- 森咲なな（はち）2013/11～2014/9
- 三浦裕子（ゆーこ）2014/5～2015/7
- 円田はるか（はるてぃす）2013/4～2016/2
- 羽鳥紗希（さきてぃー）2015/1～2016/6
- 宍戸桃子（ももたん）2015/1～2017/3
- 佐伯かな（かなぶん）2010/7～2017/5
- 関根ゆみ（ゆんゆん）初期～2018/2
- 高城しおり（たかじょーちゃん）2013/10～2018/11
- 杉本莉愛（りあちー）2017/07～2023/01
- 宇野みずき（みずき）2018/11～2024/01

## 作品
順位はオリコン週間ランキング最高位。

### シングル
| シングル一覧 | シングル一覧   | シングル一覧                           | シングル一覧 | シングル一覧 |
| #            | 発売日         | タイトル                               | レーベル・収録曲 | 順位         |
| ------------ | -------------- | -------------------------------------- | --- | ------------ |
| 1            | 2011年2月13日  | そしてまた逢えると云うよ               | 自主制作CD | N/A          |
| 2            | 2011年8月5日   | We are!!!!!!／そしてまた逢えると云うよ | ONEtoONE RECORDS 1. We are!!!!!! 2. フルーツポンチ 3. Let's it's GO!GO! 4. そしてまた逢えると云うよ - 関根ゆみ、泉沢紋音、佐伯かな、間宮照子、佐倉朋香、なぎさりん | N/A          |
| 3            | 2011年12月9日  | ここだよ！スマイル                     | ONEtoONE RECORDS 1. ここだよ！スマイル 2. ありがとSun Rise 3. 地球が1つの愛になる 4. ナミダノカケラ - 関根ゆみ、泉沢紋音、佐伯かな、間宮照子、佐倉朋香、なぎさりん、持田ゆり子、櫻井めぐみ | N/A          |
| 4            | 2012年2月8日   | Forever〜あなたのとこへ〜              | cheer music 1. Forever〜あなたのとこへ〜 2. Forever〜あなたのとこへ〜（関根ゆみ ソロバージョン） 3. Forever〜あなたのとこへ〜（間宮照子 ソロバージョン） - 関根ゆみ、泉沢紋音、佐伯かな、間宮照子、佐倉朋香、なぎさりん、櫻井めぐみ | N/A          |
| 5            | 2012年4月6日   | BURNING／道玄坂ラリアット              | ONEtoONE RECORDS 1. BURNING 2. 道玄坂ラリアット 3. CANDY CANDY 4. キラキラ ☆作詞：佐倉朋香 - 関根ゆみ、泉沢紋音、佐伯かな、間宮照子、佐倉朋香、なぎさりん、櫻井めぐみ | N/A          |
| 6            | 2012年10月10日 | 絶対加速少女C                          | FULL MOON 1. 絶対加速少女C 2. 夢のトビラ（CANDY GO!GO!ver.） - 関根ゆみ、泉沢紋音、佐伯かな、佐倉朋香、なぎさりん、櫻井めぐみ | N/A          |
| 7            | 2013年5月10日  | おとなの事情                           | ONEtoONE RECORDS/TOWER Records 1. おとなの事情 2. こころのうた - 関根ゆみ、泉沢紋音、佐伯かな、なぎさりん、櫻井めぐみ | N/A          |
| 8            | 2014年2月19日  | Cinderella Call                        | ONEtoONE RECORDS 1. Cinderella Call 2. QUEEN & JOKER - 関根ゆみ、佐伯かな、なぎさりん、櫻井めぐみ、高橋ナツミ、円田はるか、菜月アイル | N/A          |
| -            | 2014年2月19日  | そしてまた逢えると云うよ               | ONEtoONE RECORDS 1. そしてまた逢えると云うよ 2. Cinderella Call | N/A          |
| 9            | 2014年10月21日 | 神様のイジ悪                           | IVY Records 1. 神様のイジ悪 2. JACK！ 3. STAGE - 関根ゆみ、佐伯かな、なぎさりん、高橋ナツミ、円田はるか、菜月アイル、磯野未来、森咲なな、高城しおり、三浦裕子 | 17位         |
| 10           | 2015年5月27日  | ありのまま、思うままに走れ！           | IVY Records 1. ありのまま、思うままに走れ！ 2. I'll never be alone 3. ファンファーレ 4. ありのまま、思うままに走れ！ -Instrumental- 5. I'll never be alone -Instrumental- 6. ファンファーレ -Instrumental- - 関根ゆみ、佐伯かな、なぎさりん、円田はるか、菜月アイル、磯野未来、高城しおり、三浦裕子、五十嵐夏実、羽鳥紗希、宍戸桃子                                       | 19位         |
| 11           | 2016年1月20日  | overdrive/大切なお知らせ               | IMPERIAL RECORDS、メジャー1stシングル 【初回盤DVD付】TECI-391、【Type-A】TECI-392 1. overdrive 2. 大切なお知らせ 3. ヴァイオレット 【Type-B】TECI-393 1. overdrive 2. 大切なお知らせ 3. Nervous Venus 【Type C】TECI-394 1. overdrive 2. 大切なお知らせ 3. Pretty Pain - 関根ゆみ、佐伯かな、なぎさりん、円田はるか、菜月アイル、磯野未来、高城しおり、宍戸桃子、羽鳥紗希 | 08位         |
| 12           | 2016年8月17日  | ワンチャン☆サマー/endroll              | IMPERIAL RECORDS、メジャー2ndシングル 【Type-A】TECI-517 1. ワンチャン☆サマー 2. endroll 3. そこに二度寝しよう 【Type-B】TECI-518 1. ワンチャン☆サマー 2. endroll 3. スパイラルLine 【Type-C】TECI-519 1. ワンチャン☆サマー 2. endroll 3. BLUE JAY - 関根ゆみ、佐伯かな、なぎさりん、菜月アイル、磯野未来、高城しおり、宍戸桃子                                           | 25位         |
| 13           | 2017年6月28日  | CANDY                                  | IMPERIAL RECORDS、メジャー3rdシングル 【Type-A】TECI-564 1. CANDY 2. 禁断relation〜ゲスLOVE〜 3. Yes-Yes-Yes 【Type-B】TECI-565 1. CANDY 2. 禁断relation〜ゲスLOVE〜 3. ハピスマ - 関根ゆみ、なぎさりん、菜月アイル、磯野未来、高城しおり | 28位         |
| 14           | 2018年4月8日   | HONEY TRAP                             | ONEtoONE RECORDS 【会場・配信限定】 1. HONEY TRAP 2. Borderless 3. 未練タランティーノさん 4. BORDERLESS - なぎさりん、菜月アイル、磯野未来、高城しおり、永瀬りか、杉本莉愛 | N/A          |
| 15           | 2018年10月30日 | Fake News                              | R-Village MUSIC 【3,000枚限定】 【Type-A】RVM-011 1. Fake News 2. No Way Go Back 3. MITSUKO 【Type-B】RVM-012 1. Feke News 2. No Way Go Back 3. タイムリープ - なぎさりん、菜月アイル、磯野未来、高城しおり、杉本莉愛、永瀬りか | 70位         |
| 16           | 2019年12月10日 | The last of days                       | ONEtoONE RECORDS 【Type-A】OTOR-20192 1. The last of days 2. Let it rain（BAND.ver） 3. Find it! 【Type-B】OTOR-20193 1. The last of days 2. Let it rain（BAND.ver） 3. Natalie - なぎさりん、菜月アイル、磯野未来、杉本莉愛、永瀬りか、夏井さら、宇野みずき、瀬戸美咲希                                                                                                  | 27位         |
| 17           | 2020年7月15日  | Infinity                               | ONEtoONE RECORDS OTOR-20202 1. Infinity 2. 漆黒のCANDYSM - なぎさりん、菜月アイル、磯野未来、杉本莉愛、永瀬りか、夏井さら、宇野みずき | 31位         |
| 18           | 2020年12月9日  | Since 2010～                           | ONEtoONE RECORDS 【Type-A】OTOR-20203 1. Since 2010～ 2. Love is self-restraint 3. Deep Surrender 【Type-B】OTOR-20204 1. Since 2010～ 2. Love is self-restraint 3. ひあそび - なぎさりん、菜月アイル、磯野未来、杉本莉愛、永瀬りか、夏井さら、宇野みずき | N/A          |
| 19           | 2021年7月7日   | Understeer                             | VORTex Records 【Type-A】XNOK-00004 1. Understeer 2. Nothing Lose 3. Color 【Type-B】XNOK-00005 1. Understeer 2. Nothing Lose 3. Precious - なぎさりん、菜月アイル、磯野未来、杉本莉愛、永瀬りか、夏井さら、宇野みずき | N/A          |
| 20           | 2022年04月13日 | IN THE GAME                            | VORTex Records 【Type-A】XNOK-00009 1. IN THE GAME 2. Brave Venus 3. Jealous Tomorrow 【Type-A】XNOK-00010 1. IN THE GAME 2. Brave Venus 3. bye-bye - なぎさりん、菜月アイル、磯野未来、杉本莉愛、永瀬りか、夏井さら、宇野みずき |              |

### その他
- なぎさりん「神様のイジ悪」（2015年1月5日）
- 菜月アイル「B side U」（2015年1月5日）
- 磯野未来「STAY FREE」（2015年1月5日）
- 『RE:IDOL〜はじめてのチュウ』より
  - 今すぐkiss me
  - 狙いうち
    - 関根ゆみ、佐伯かな、なぎさりん、高橋ナツミ、円田はるか、菜月アイル、磯野未来、森咲なな、高城しおり
- なぎさりん「嘘つき」（2019年12月28日）[12]
- 菜月アイル「Little by Little」（2022年07月20日）[13]
- 杉本莉愛「私ノ歌」（2023年1月25日、配信限定）[14]

### アルバム
| アルバム一覧 | アルバム一覧   | アルバム一覧     | アルバム一覧 | アルバム一覧 |
| #            | 発売日         | タイトル         | レーベル・収録曲 | 順位         |
| ------------ | -------------- | ---------------- | --- | ------------ |
| 1            | 2012年6月29日  | 飴魂             | ONEtoONE RECORDS、OTOR-1001 1. そしてまた逢えると云うよ 2. JELLY FISH 3. CANDY CANDAY 4. ここだよ!スマイル 5. キラキラ 6. ありがとSun Rise 7. 道玄坂ラリアット 8. どうすりゃいんだよ 9. BURNING 10. We are !!!!!!! 11. ナミダノカケラ - 関根ゆみ、泉沢紋音、佐伯かな、間宮照子、佐倉朋香、なぎさりん、櫻井めぐみ | N/A          |
| 2            | 2013年9月27日  | 飴界隈           | SMG、XLR ENTERTAINMENT、CMXR-10037 1. YOU 2. Imishinn（イミシン） 3. たまにはビールを飲ませてよ 4. おとなの事情 5. そしてまた逢えると云うよ ~Rock Mix ver. - 関根ゆみ、佐伯かな、なぎさりん、櫻井めぐみ、高橋ナツミ、円田はるか、菜月アイル | N/A          |
| 3            | 2016年12月28日 | IDOROCK          | IMPERIAL RECORDS、メジャー1stアルバム 【初回盤DVD付】TECI-1530、【通常盤】TECI-1531 1. before daylight 2. ハイボールの制約 3. overdrive 4. いつか忘れられない女になる 5. JUMP×JUMP 6. ワンチャン☆サマー 7. With Your Smile 8. ゲッダン!ジェラシー!ラブラブユー! 9. Walk below the rainbow 10. Hybrid Love 11. 事件File.055 12. クリスマス・イヴ 13. 大切なお知らせ 14. The Sun Also Rises 15. endroll - 関根ゆみ、佐伯かな、なぎさりん、菜月アイル、磯野未来、高城しおり、宍戸桃子 | 31位         |
| 4            | 2019年6月19日  | IDOROCK -beyond- | ONEtoONE RECORDS、OTOR-2019 1. Dahlia 2. Born to fate 3. Fake News 4. HONEY TRAP 5. Kiss me more 6. CANDY - なぎさりん、菜月アイル、磯野未来、杉本莉愛、永瀬りか、夏井さら | 29位         |
| 5            | 2023年11月15日 | IDOROCK-legacy-  | VORTex RECORDS 、XNOK-00020 1. Prologue 2. IN THE GAME 3. Anymore 4. Sunny 5. Time to shine 6. Understeer 7. STAY ALIVE 8. Brave Venus 9. Since 2010～ 10. The last of days 11. Infinity 12. Blue Jay 13. 神様のイジ悪 14. SAISON 15. FakeNews 16. そしてまた逢えると云うよ 17. We are!!!!!! 18. Cinderella Call - なぎさりん、菜月アイル、磯野未来、永瀬りか、夏井さら、宇野みずき                                                                                                |              |

### ライブ・アルバム
| # | 発売日        | タイトル | レーベル・収録曲 |
| - | ------------- | -------- | --- |
| 1 | 2015年9月21日 | 555bpm   | ONEtoONE RECORDS 7thワンマンライブ（2015年5月5日、恵比寿LIQUIDROOM）を音源化 1. OP〜ありのまま、思うままに走れ！ 2. こころのうた 3. ファンファーレ 4. Imishinn 5. JACK! 6. おとなの事情 7. SE〜たまにはビールを飲ませてよ 8. 神様のイジ悪 9. Cinderella Call 10. YOU 11. no-no-no 12. そしてまた逢えると云うよ 13. 大切なお知らせ（Bonus track） - 関根ゆみ、佐伯かな、なぎさりん、円田はるか、菜月アイル、磯野未来、高城しおり、三浦裕子、宍戸桃子、五十嵐夏実、羽鳥紗希 |

### 映像作品
1. ライブDVD『CANDY GO!GO! FIRST LOVE LIVE』（2010年12月）
2. グラビアDVD『We are CANDY GO!GO!』（2012年12月21日、ライブアイドルプロジェクト）
3. ライブDVD『555bpm』（2015年9月21日、ONEtoONE RECORDS）- 7thワンマンライブ
4. ライブDVD『GIGS~7th ANNIVERSARY-BORDERLESS-』（2018年4月9日、ONEtoONE RECORDS）

### 参加作品
- ご当地アイドルNO.1決定戦「U.M.U AWARD 2011」 〜地域活性アイドル大図鑑〜（2012年4月11日、D-topia、DVD：POBD-60419、CD：POCS-1204）
  - We are!!!!!!
- IDOL PARADE Vol.2（2012年9月5日、Roll Together Records、RTML-2）
  - Forever〜あなたのとこへ〜
- 次世代アイドル革命！！ Blue Lips（2012年9月26日、IMPERIAL RECORDS、TECI-1343）
  - Cando☆Candy
- RE:IDOL～はじめてのチュウ（2014年5月30日、UGCA-5001）- アイドルによる名曲発掘プロジェクト「RE:IDOL」
  - 今すぐkiss me
  - 狙いうち

## ライブ

### 主催ライブ
- NEXT GIRLS-ONE!!（定期開催、都内ライブハウス）- グループ主催ライブ
- NEXT-One!（定期開催、渋谷WOMBほか）- 事務所主催ライブ

### ワンマンライブ
| ワンマンライブ一覧 | ワンマンライブ一覧 | ワンマンライブ一覧                                                         | ワンマンライブ一覧  | ワンマンライブ一覧 |
| #                  | 開催日             | タイトル                                                                   | 会場                | 出演メンバー |
| ------------------ | ------------------ | -------------------------------------------------------------------------- | ------------------- | --- |
| 1                  | 2010年12月11日     | CANDY GO!GO! FIRST LOVE LIVE                                               | 渋谷RUIDO K2        | 関根ゆみ、泉沢紋音、間宮照子、佐倉朋香、佐伯かな、なぎさりん                                                                    |
| 2                  | 2011年7月10日      | CANDY GO!GO! 2nd. ONE MAN LIVE -NEXT STAGE-                                | 渋谷aube            | 関根ゆみ、泉沢紋音、間宮照子、佐倉朋香、佐伯かな、なぎさりん                                                                    |
| 3                  | 2011年12月11日     | CANDY GO!GO! ONEMAN LIVE 3rd DIMENSION                                     | 渋谷Glad            | 関根ゆみ、泉沢紋音、間宮照子、佐倉朋香、佐伯かな、なぎさりん、櫻井めぐみ                                                        |
| 4                  | 2012年6月30日      | CANDY GO!GO! 2nd ANNIVERSARY × 4th.ONE MAN LIVE in club asia               | 渋谷club asia       | 関根ゆみ、泉沢紋音、間宮照子、佐倉朋香、佐伯かな、なぎさりん、櫻井めぐみ                                                        |
| 5                  | 2013年6月22日      | CANDY GO!GO!3周年記念＆泉沢紋音卒業公演ワンマンLIVE〜CANDY No.5            | 渋谷WOMB            | 関根ゆみ、泉沢紋音、佐伯かな、なぎさりん、櫻井めぐみ、高橋ナツミ ＜研修生＞円田はるか、菜月アイル                               |
| 6                  | 2014年9月21日      | CANDY GO!GO! FIRST TOUR 2014 CINDERELLA STORY LIVE ”地下最高!!” ファイナル | 恵比寿LIQUIDROOM    | 関根ゆみ、佐伯かな、なぎさりん、高橋ナツミ、円田はるか、菜月アイル、磯野未来、高城しおり ＜研修生＞三浦裕子                     |
| 7                  | 2015年5月5日       | 7th ONE MAN LIVE〜555bpm OVERDRIVE IN TOKYO〜                              | 恵比寿LIQUIDROOM    | 関根ゆみ、佐伯かな、なぎさりん、円田はるか、菜月アイル、磯野未来、高城しおり、三浦裕子 ＜研修生＞五十嵐夏実、羽鳥紗希、宍戸桃子 |
| 8                  | 2015年10月12日     | CANDY GO!GO! 8回目のワンマンライブ〜大切なひとへ at 赤坂BLITZ              | 赤坂BLITZ           | 関根ゆみ、佐伯かな、なぎさりん、菜月アイル、磯野未来、高城しおり ＜研修生＞五十嵐夏実、羽鳥紗希、宍戸桃子                       |
| 9                  | 2017年7月3日       | GIGS〜7th ANNIVERSARY-BORDERLESS-                                          | 新宿ReNY            | 関根ゆみ、なぎさりん、菜月アイル、磯野未来、高城しおり                                                                          |
| 10                 | 2018年4月8日       | NewSingle CD「HONEY TRAP」RELEASE ANNIVERSARY GIGS                         | TSUTAYA O-nest      | なぎさりん、菜月アイル、磯野未来、高城しおり ＜研修生＞杉本莉愛、永瀬りか                                                       |
| 11                 | 2018年8月26日      | CANDY GO!GO! ONE MAN LIVE『GIGS 2018 ver.2.0』                             | TSUTAYA O-Crest     | なぎさりん、菜月アイル、磯野未来、高城しおり、杉本莉愛、永瀬りか                                                                |
| 12                 | 2018年12月25日     | CANDY GO!GO! ONE MAN LIVE『Chrismas Special GIGS -2018 Final-』            | TSUTAYA O-West      | なぎさりん、菜月アイル、磯野未来、杉本莉愛、永瀬りか                                                                            |
| 13                 | 2019年3月2日       | CANDY GO!GO! ONE MAN LIVE『GIGS 2019 in Nagoya』                           | HOLIDAY NEXT NAGOYA | なぎさりん、菜月アイル、磯野未来、杉本莉愛、永瀬りか ＜研修生＞夏井さら                                                         |
| 14                 | 2019年6月19日      | 9th anniversary GIGS in TOKYO                                              | TSUTAYA O-West      | なぎさりん、菜月アイル、磯野未来、杉本莉愛、永瀬りか、夏井さら ＜研修生＞瀬戸美咲希、宇野みずき                                 |
| 15                 | 2019年11月16日     | GIGS 2019 in NAGOYA 2nd.                                                   | HOLIDAY NEXT NAGOYA | 菜月アイル、磯野未来、杉本莉愛、永瀬りか、夏井さら、宇野みずき                                                                  |
| 16                 | 2020年3月1日       | GIGS 2020 in SENDAI                                                        | Sendai MACANA       | なぎさりん、菜月アイル、磯野未来、杉本莉愛、永瀬りか、夏井さら、宇野みずき                                                      |
| 17                 | 2020年11月14日     | GIGS 2020 in NAGOYA                                                        | HOLIDAY NEXT NAGOYA | なぎさりん、菜月アイル、磯野未来、杉本莉愛、永瀬りか、夏井さら、宇野みずき                                                      |
| 18                 | 2021年4月8日       | CANDY GO!GO!～10years anniversary Series "FINAL"「GIGS-XTRAILS」           | 恵比寿LIQUIDROOM    | なぎさりん、菜月アイル、磯野未来、杉本莉愛、永瀬りか、夏井さら、宇野みずき                                                      |
| 19                 | 2021年10月9日      | CANDY GO!GO!「BRAVE VENUS TOUR 2021」in SENDAI                             | Sendai MACANA       | なぎさりん、菜月アイル、磯野未来、杉本莉愛、永瀬りか、夏井さら、宇野みずき                                                      |
| 20                 | 2021年10月30日     | CANDY GO!GO!「BRAVE VENUS TOUR 2021」in OSAKA                              | 心斎橋VARON         | なぎさりん、菜月アイル、磯野未来、杉本莉愛、永瀬りか、夏井さら、宇野みずき                                                      |
| 21                 | 2021年11月14日     | CANDY GO!GO!「BRAVE VENUS TOUR 2021」in NAGOYA                             | HOLIDAY NEXT NAGOYA | なぎさりん、菜月アイル、磯野未来、杉本莉愛、永瀬りか、夏井さら、宇野みずき                                                      |
| 22                 | 2021年11月21日     | CANDY GO!GO!「BRAVE VENUS TOUR 2021」in NIIGATA                            | 新潟GOLDEN PIGS     | なぎさりん、菜月アイル、磯野未来、杉本莉愛、永瀬りか、夏井さら、宇野みずき                                                      |
| 23                 | 2021年12月6日      | CANDY GO!GO!「BRAVE VENUS TOUR 2021」in TOKYO                              | Spotify O-EAST      | なぎさりん、菜月アイル、磯野未来、杉本莉愛、永瀬りか、夏井さら、宇野みずき                                                      |
| 2?                 | 2024年4月8日       | 「CANDY GO!GO! LAST LIVE -TOKYO-～ CLOSE YOUR EYES ～                      | 恵比寿LIQUIDROOM    | なぎさりん、菜月アイル、磯野未来、永瀬りか、夏井さら                                                                            |

### ライブツアー
- CANDY GO!GO! FIRST TOUR2014 CINDERELLA STORY LIVE ”地下最高!!”（2014年）
  1. 7月27日 北海道・スタジオソリッド
  2. 8月16日 福岡・DRUMBe-1
  3. 8月17日 広島・ナミキジャンクション
  4. 8月23日・24日 Ash大阪
  5. 8月29日 名古屋・HOLIDAY NEXT NAGOYA
  6. 9月21日 恵比寿LIQUIDROOM

- CANDY GO!GO! LIVE TOUR 2016 NERVOUS VENUS（2016年）[15]
  1. 3月26日 大阪・エンタメの神様
  2. 3月27日 京都・ROOTERx2
  3. 4月2日 北海道・SOLID
  4. 4月10日 仙台・ParkSquare
  5. 4月17日 福岡・VIVRE HALL
  6. 4月23日 新潟・LOTS
  7. 4月24日 新潟・桃源郷
  8. 4月30日 名古屋・SPADE BOX
  9. 5月3日 新宿ReNY

- 10years anniversary Series-GIGS-XTRAILS”（2020年）
  1. 1月5日　渋谷RUIDO K2
  2. 3月15日 渋谷aube
  3. 5月5日　渋谷Glad（コロナ禍の影響で中止）
  4. 6月12日 渋谷club asia（コロナ禍の影響で中止）
  5. 7月14日　渋谷WOMB（コロナ禍の影響で中止）
  6. 2021年4月8日　恵比寿LIQUIDROOM

- BRAVE VENUS TOUR 2021”（2021年）
  1. 10月9日 仙台・仙台MACANA
  2. 10月30日 大阪・心斎橋VARON
  3. 11月14日 名古屋・HOLIDAY NEXT NAGOYA
  4. 11月21日 新潟・新潟GOLDEN PIGS
  5. 12月6日　東京・Spotify O-EAST

## 出演

### イベント
- ご当地アイドルNo.1決定戦『U.M.U AWARD 2011』〜地域活性アイドル大図鑑〜（2011年12月27日）関東エリア代表ファイナリスト
- U.M.Uご当地アイドルフェスティバル 〜ジモラブNo.1決定戦〜（2012年5月3日）
- a-nation island & stadium fes.2016 powered by dTV（2016年7月31日）

### テレビ
- スカパー! ガールエンタメ専門チャンネルPigooHD（2011年5月）
- TOKYO MX『サンドウィッチマンのご当地アイドル大作戦』（2011年6月19日）
- 群馬テレビ『music forest』（2011年10月12日）
- BS11 『秋葉系アイドルチャンネル』（2011年6月26日）
- テレ玉・チバテレ・TVK『D★D』挿入歌
- TOKYO MX『つんつべ♂』（2012年12月）
- テレビ東京 『スタートスター』（2013年2月5日）
- TBS 『ライブB♪』（2014年10月28日、2016年9月30日）
- テレビ埼玉『未来定番曲 〜Future Standard〜』（2014年 - 2017年）
- TOKYO MX『開店!SIRのパチスキ!』（2016年2月12日、 19日）
- フジテレビ『Love music』2020年6月のオープニング曲・6月21日スタジオゲスト
- 日本テレビ『バズリズム 02』ルーレッ撮るLIVE（2020年11月7日）[16]

### ラジオ
- おしゃべりCandy！（2011年1月 - 2012年3月、下北沢FM）- パーソナリティー：関根ゆみ
- STROBE NIGHT!（2012年1月25日、NACK5）
- AKB48×泥芸人！wktkラヂオ学園（2012年8月19日、NHKラジオ）
- レコメン！（2012年10月8日、文化放送）
- CANDY GO!GO!のGO!GO!RADIO（2016年7月3日 - 9月25日、FM FUJI）
- CANDY GO!GO!のGO!GO!RADIO（2016年10月4日 - 2017年3月28日、FM FUJI） - 『GIRLS♥GIRLS♥GIRLS =flying high=』枠内
- アイアイchannel（2017年6月07日 - 2017年12月27日、Shibuya Cross-FM）- パーソナリティ：菜月アイル、アシスタント：磯野未来、高城しおり

### ネット配信
- 佐伯かなのアイドル大作戦！（2010年11月 - 2011年3月、DMM.comライブトーク）
- かなとあやね のアイドル大作戦！（2011年4月 - 2011年8月、DMM.comライブトーク）
- CANDY GO!GO!のアイドル大作戦！（2011年9月 - 、DMM.comライブトーク）
- おしゃべりCANDY（2019年7月 - 、FRESH LIVE）- 毎月第2月曜日

### 映画
- TOKYO地下IDOL（2015年）[17]

## 書籍
- 『新W100 LIVEアイドル』シンコーミュージック・エンタテイメント、2010年11月。ISBN 9784401770298。
- 『TOP YELL 2015年5月号』（竹書房）
- 『TOP YELL虎号』竹書房、2015年4月。ISBN 9784812490839。
- 『LIVEアイドル図鑑』オークラ通販、2013年11月。ISBN 9784775521465。
- 『週刊実話』[18][19]
- 『日経エンタテインメント! ネクストメジャー・アイドルSpecial』日経BP、2013年11月。ISBN 9784822275785。
- 『IDOL FILE Vol.09 TOKYO 1』シンコーミュージック・エンタテイメント、2018年6月。ISBN 9784401762477。[20]
- 『MUSIQ? SPECIAL OUT OF MUSIC』（シンコーミュージック・エンタテイメント）Vol.62[21]